# Công nghiệp học Đại Khánh

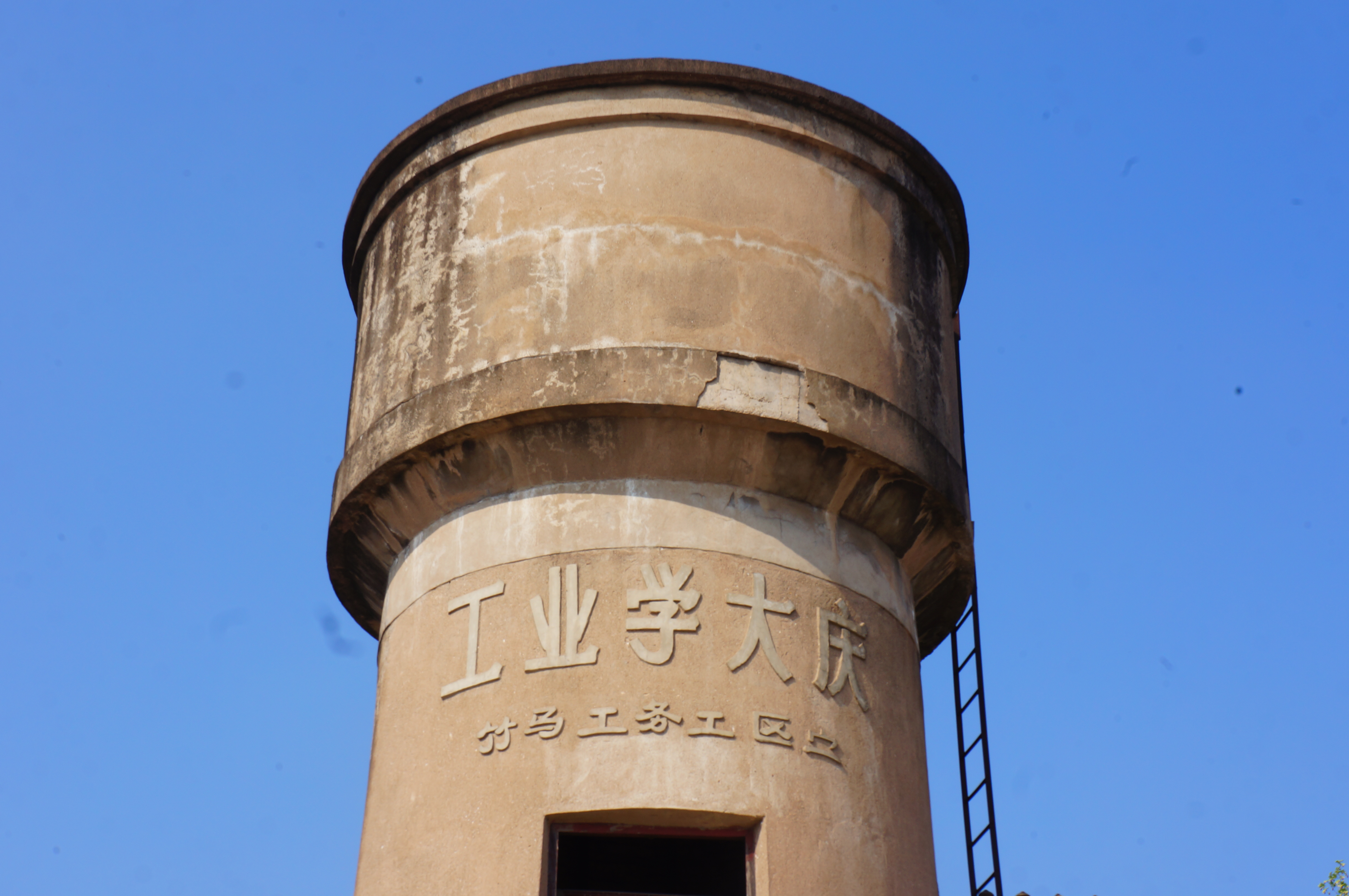
Tháp nước ga Trúc Mã Quán ở thành phố Kim Hoa, tỉnh Chiết Giang có khắc dòng chữ "Công nghiệp học Đại Khánh".

"Công nghiệp học Đại Khánh" (tiếng Trung: 工業學大慶; bính âm: Gōngyè xué dàqìng là phong trào chính trị do Đảng Cộng sản Trung Quốc phát động vào thập niên 1960. Ngày 5 tháng 2 năm 1964, Ban Chấp hành Trung ương Đảng Cộng sản Trung Quốc ra thông báo kêu gọi các ban ngành khác trên cả nước học tập kinh nghiệm mỏ dầu Đại Khánh. Kể từ đó, dấy lên phong trào học tập kinh nghiệm Đại Khánh trên mặt trận công nghiệp và giao thông trong nước, và Đại Khánh đã trở thành biểu tượng trong lịch sử công nghiệp Trung Quốc.

## Lịch sử
Tháng 9 năm 1959, căn cứ vào thông tin nghiên cứu địa chất của nhà khoa học Lý Tư Quang, đội thăm dò đã phát hiện ra dầu mỏ tại thung lũng Tùng Liêu, tỉnh Hắc Long Giang. Đây là một tin vui đối với một quốc gia khan hiếm dầu đang trong giai đoạn xây dựng quy mô lớn, lúc này nước Trung Quốc mới thành lập được 10 năm nên mỏ dầu đó được đặt tên là Đại Khánh. Vào mùa xuân năm sau, hơn 40.000 công nhân từ khắp nơi trên cả nước đã tập trung tại Đại Khánh và bắt đầu "trận chiến lớn với dầu mỏ".
Ba năm xây dựng sau đó cũng đúng ba năm khó khăn của kinh tế Trung Quốc, nguồn cung thiếu hụt, hầu như không có đường xá và đồ dùng sinh hoạt trên đồng cỏ rộng lớn. Những người ở Đại Khánh đã đề ra khẩu hiệu "sản xuất trước, sống sau", cán bộ công nhân làm việc ngay trong những chuồng ngựa bỏ hoang, cắm trại dựng lều trên cỏ, đào bới đắp nền, dựng nhà vách đất. Nguồn cung cấp thực phẩm và rau quả không đủ thì khai khẩn đất hoang, thậm chí ăn rau dại để chống đói. Máy móc vận chuyển không đủ thì dùng sức người để bốc dỡ hàng chục nghìn tấn thiết bị khoan giếng từ tàu hỏa xuống, vận chuyển tới nơi lắp đặt.
Chính tại nơi đây mà giới kỹ sư và công nhân Trung Quốc đã sáng tạo nên nhiều cách làm mới đơn giản, khoa học, vừa tiết kiệm lại vừa an toàn hơn các biện pháp kỹ thuật thông dụng của nước ngoài. Mỏ dầu Đại Khánh đề xướng tác phong tốt "ba thật", "bốn nghiêm", "bốn như nhau", tức: làm người thật thà, nói lời chân thật, làm việc thật sự; yêu cầu nghiêm khắc, tổ chức nghiêm ngặt, thái độ nghiêm túc, kỷ luật nghiêm minh; làm việc ban đêm và ban ngày như nhau, làm việc khi thời tiết xấu và thời tiết tốt như nhau, làm việc khi có lãnh đạo tại hiện trường hay không có lãnh đạo cũng như nhau, làm việc khi có người kiểm tra hay không cũng như nhau.
Vừa thăm dò, vừa xây dựng, vừa sản xuất, đội ngũ cán bộ công nhân viên chức đã gian khổ phấn đấu hơn ba năm, cuối cùng đến cuối năm 1963 cũng đã hoàn thành việc xây dựng một giếng dầu lớn có quy mô tương đối lớn, sản lượng dầu thô hàng năm lên tới vài triệu tấn; hoàn thành việc tự thiết kế, thi công nhà máy lọc dầu quy mô lớn đầu tiên không chỉ thu hồi toàn bộ vốn đầu tư của Nhà nước mà còn tích lũy được hàng trăm triệu nhân dân tệ, cũng đã giải quyết được vấn đề nhu cầu dầu mỏ lúc đó của Trung Quốc.

## Tác động
Việc Mao Trạch Đông ban hành Chỉ thị tối cao "Công nghiệp học Đại Khánh" vào thập niên 1960 phản ánh tầm quan trọng của Đại Khánh trong lịch sử công nghiệp Cộng hòa Nhân dân Trung Hoa. Công nghiệp học Đại Khánh là một khẩu hiệu trong Cách mạng Văn hóa kêu gọi người dân lấy thành phố này làm điển hình cho sản xuất công nghiệp. Bộ phim Sáng nghiệp (创业), được thực hiện vào đầu thập niên 1970, là một tác phẩm văn học tái hiện lịch sử của Đại Khánh. Trong thời kỳ này, đối tác nông nghiệp của Đại Khánh là Đại Trại, một ngôi làng thuộc huyện đồi núi Tích Dương, tỉnh Sơn Tây, nơi Mao Chủ tịch đã phát động phong trào "Nông nghiệp học Đại Trại" cũng vào thập niên 1960.
Tại kỳ họp thứ nhất Đại hội Đại biểu Nhân dân toàn quốc khóa III diễn ra vào tháng 12 năm 1964, Báo cáo công tác Chính phủ của Thủ tướng Chu Ân Lai đã tổng kết và biểu dương riêng kinh nghiệm của Đại Khánh và Đại Trại, kêu gọi "công nghiệp học Đại Khánh, nông nghiệp học Đại Trại". Phong trào "công nghiệp học Đại Khánh, nông nghiệp học Đại Trại" bắt đầu từ giữa thập niên 1960 được dấy lên toàn quốc. Trung Quốc lúc này đang bị phương Tây phong tỏa toàn diện, để duy trì độc lập, Chính phủ Trung Quốc đã cắt đứt quan hệ kinh tế với Liên Xô và Ủy ban Hỗ trợ Kinh tế, vừa thoát khỏi "ba năm khó khăn", nền kinh tế quốc dân vẫn chưa hoàn toàn hồi phục, môi trường quốc tế vô cùng khắc nghiệt, nhưng với tinh thần và bằng hành động thiết thực, người dân Đại Khánh và Đại Trại đã cổ vũ nhân dân Trung Quốc, trở thành tấm gương xây dựng chủ nghĩa xã hội. Tinh thần tự lực cánh sinh của Đại Khánh và Đại Trại vừa là tinh thần thời đại, vừa thể hiện truyền thống lịch sử phấn đấu gian khổ vì đất nước giàu mạnh của nhân dân Trung Quốc.